# ドコモ東北ビル

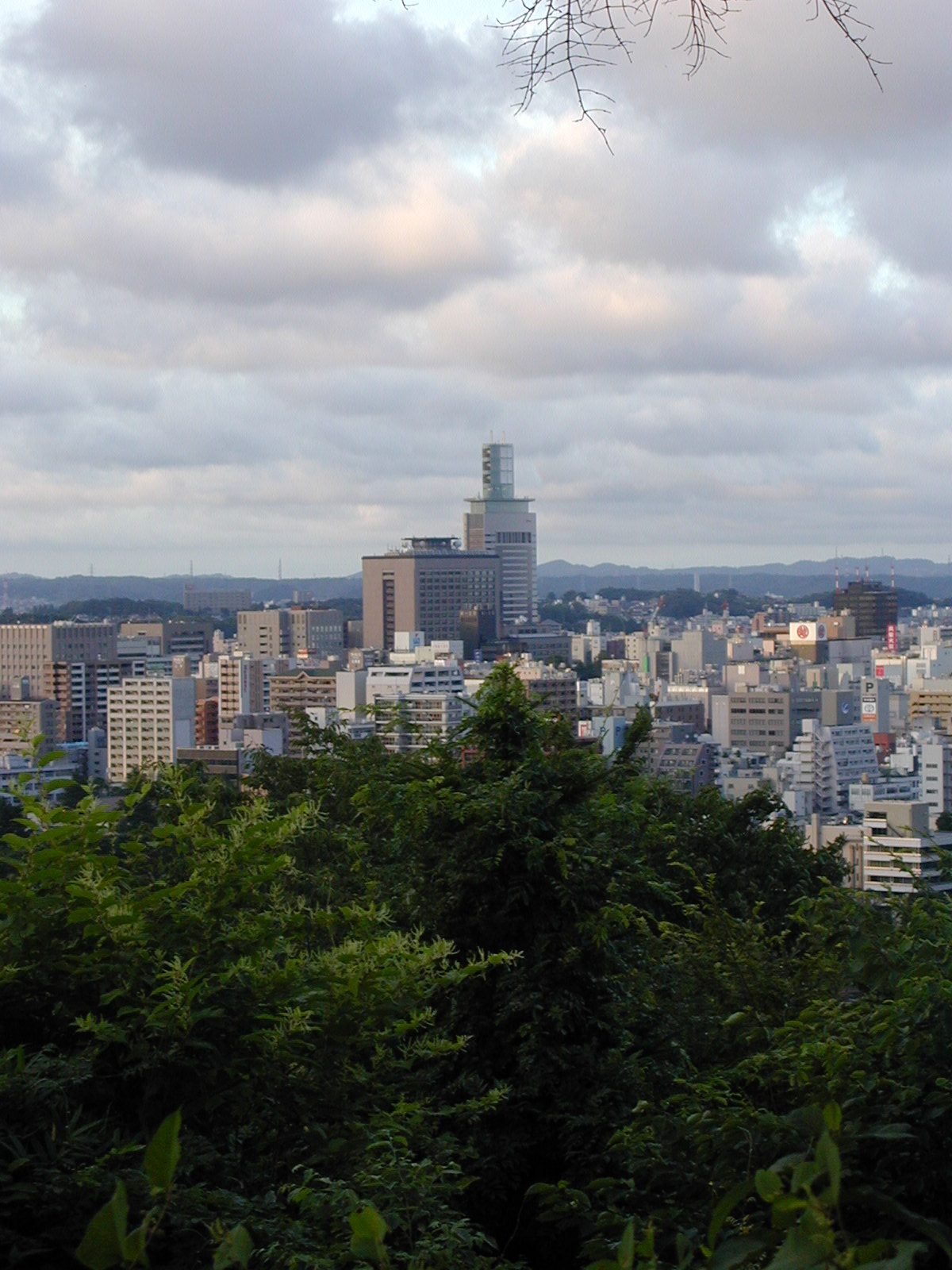
仙台城から見た宮城県庁舎とドコモ東北ビル（2009年7月）

ドコモ東北ビル（ドコモとうほくビル）は、宮城県仙台市青葉区上杉にあるNTTドコモ東北支社のビルである。「NTT docomo東北ビル」とも呼ばれる。

## 概要
NHK前交差点（愛宕上杉通と北一番丁との十字路）の北西角地の仙台北税務署旧庁舎跡地に、2004年（平成16年）3月に竣工。地上21階・地下2階で、高さは150m。100mを超える建造物に適用される仙台市の環境アセスメント条例が初めて適用された超高層ビルである。
ビル内のほとんどは関係者以外入れないが、1階エントランスの「ドコモ市民ギャラリー」は市民に開放されている。また、定禅寺ストリートジャズフェスティバルや仙台クラシックフェスティバルの際には、一般人が入場可能なステージが設置されてライブが行われる。ビル以外の敷地内は開放されていて、樹木やベンチが設置されている。建築物上部には、通信用の鉄塔をガラス張りにして覆ったアンテナタワーがあり、ユニークな外観となっている。
愛宕上杉通がドコモ東北ビル付近で屈曲しているため、愛宕上杉通を仙台駅方面から進むと銀杏坂の真正面にドコモ東北ビルが見える。同様に、県道仙台泉線（旧国道4号）と愛宕上杉通が屈曲して接続しているため、県道仙台泉線を泉中央方面から南へ進むと、台原段丘を下る辺りで真正面にドコモ東北ビルが見える。このため、ドコモ東北ビルは都心部のランドマークでもある。
なお、宮城野区榴岡に所在する、ドコモ東北仙台ビル（ドコモサービス東北の本社が所在。かつては、ビル1階にはドコモ東北・仙台サービスセンターが所在。同センターを運営していたドコモエンジニアリング東北の本社旧所在地でもある）とは別物である。
大規模災害の発生などで宮城県庁舎に被害を受けた場合、臨時の県災害対策本部などの代替施設として指定されている。

## 周辺施設
- 仙台国税局・仙台北税務署（北隣に新築移転）
- 宮城県庁舎
- 青葉区役所
- 仙台市立上杉山通小学校
- NHK仙台放送局
- 仙台放送
- 仙台CATV
- 勾当台公園
- 錦町公園
- 勝山公園
- 勝山館
- 勝山ボウリングクラブ

## アクセス
- 仙台市地下鉄南北線・勾当台公園駅北2出入口から徒歩6分
- 仙台市地下鉄南北線・北四番丁駅南2出入口から徒歩9分
- 仙台市地下鉄南北線・広瀬通駅東2出入口から徒歩10分